# Distretto di Gallaorol
Il distretto di Gallaorol (usbeco G`allaorol), creato il 29 settembre del 1926, è uno dei 12 distretti della Regione di Djizak, in Uzbekistan. Il capoluogo è Gallaorol.